# Giorgio Porrà
Giorgio Porrà (Cagliari, 18 novembre 1960) è un giornalista e conduttore televisivo italiano, firma della testata sportiva dell'emittente satellitare Sky Italia.

## Biografia
Proveniente dalle esperienze televisive locali, lavorò inizialmente con l'emittente cagliaritana Videolina.
Passato a TELE+, scrisse e condusse trasmissioni come Lo sciagurato Egidio, Profili e Italia - Germania 4 a 3.
Con l'acquisizione di Tele+ da parte di Sky Porrà è entrato a far parte dello staff di tale nuova emittente, per la quale ha spesso condotto in studio i dibattiti prima e dopo le partite di Serie A e di Champions League.
A ottobre 2010 rese pubblica la sua lotta contro un sarcoma al femore, grave forma di tumore; nonostante la malattia e i cicli di chemioterapia, non sospese mai l'attività in video.
Come riconoscimento al suo contributo alla pubblica consapevolezza sulle malattie apparentemente incurabili, ricevette nello stesso anno il premio giornalistico “Giovanni Maria Pace” per la divulgazione scientifica indetto dall'Associazione Italiana di Oncologia Medica.
Nel 2012 ricevette il premio USSI-Sardegna per la categoria Giornalismo.
Appassionato di libri e ampio conoscitore del mondo letterario, conduce su Sky Arte il programma Booklovers.
A Sky Sport è capo redattore.